# 라 이르
라 이르(La Hire) 또는 에티엔 드 비뇨르(Étienne de Vignolles, 1390년 무렵 - 1443년 1월 11일)는 프랑스, 가스코뉴 지방 출신의 무인. 백년전쟁에서 활약한 인물로, 잔 다르크의 전우인 것으로도 알려진다.
백년전쟁 중반까지의 프랑스군에서의 용병 제도 아래에서의 사령관이며, 혁혁한 무훈이 있다. 그 한편으로 약탈 버릇은 고쳐지지 않고, 국왕과 상비군에의 군제 개혁의 흐름 중에서 고립하며 갔다. 또, 야전에서는 릿슈몬 오모토수의 지휘하는 활약했지만, 그 지휘하를 떠나면 패배하는 것이 보통이었다. 다만 약탈이나 야전에서의 패배는 용병 제도하에서의 상이다.

## 경력
1418년에 샤를 7세의 군에 참가해, 부르고뉴파와의 싸움으로 두각을 나타낸다. 1421년에는 보제 전투(Battle of Bauge)으로 향해 갔다.
1429년, 오를레앙에서 잔 다르크와 함께 싸워 그 포위를 돌파, 계속되어 루아르강 연안을 진군했다. 파테 전쟁에서는 동향의 장 포통 드 셍트라이와 함께 지휘관으로서의 재능을 마음껏 발휘해, 프랑스에 승리를 가져왔다.
1431년, 루앙에 잔 다르크 탈환으로 향하는 것도 실패, 자신도 잉글랜드군의 포로가 되었다. 해방 후, 프랑스군의 총사령관이 된 리슈몽 대원수의 주요한 무장으로서 활약. 잔트라이유와 함께 지휘관으로서 1435년의 제르베르와 전투(Battle of Gerbevoy)에 임했다. 이 승리에 의해서, 1438년에는 노르망디 총사령관으로 불렸지만, 1443년 1월 11일, 몬토반에서 부상, 사망했다.

## 대중문화
고불어로 「분노」를 의미하는 「라 이르」의 별명은 그가 난폭하고 신경질적인 성격이었던 것에 유래한다. 오늘의 프랑스어로도 「화를 잘 내는 사람」을 의미하는 말로서 남아 있다.
플레잉 카드의 하트의 잭의 모델로서 알려져 있다. 이 외, 컴퓨터 게임의 세계에서도 마이크로소프트의 「에이지 오브 엠파이어 2: 에이지 오브 킹스」나 코에이의 「BBLADESTORM 백년전쟁」 등에 등장하고 있다.